# François Juste

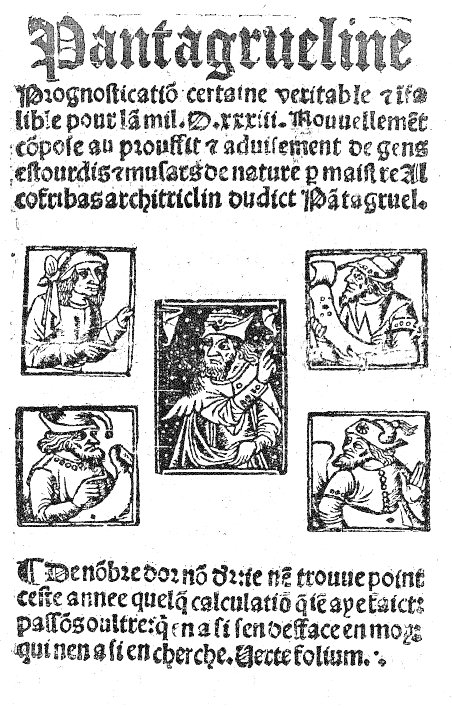
Couverture d'un almanach de Rabelais, publié par Juste en 1532

François Juste est un imprimeur lyonnais (Lyon, vers 1490 - Lyon, vers 1547).

## Biographie
Son père Aymon Juste installe la première fonderie de caractère à Lyon. François Juste est installé près de Notre-Dame de Confort (près de l'actuelle place des Jacobins).
Son premier grand livre connu est daté de 1524, et son premier grand succès de librairie est la Grand nef des folz de Sébastien Brant. Cet ouvrage est significatif de sa politique éditoriale axée sur les ouvrages en français ou les traductions d'œuvres populaires.
Il publie ainsi l'adolescence de Clément Marot, Pantagruel et Gargantua de Rabelais (dont les éditions définitives de 1542), un ensemble de contes de Jeanne Flore et une version des Blasons anatomiques des parties du corps féminin.
Il polémique avec Étienne Dolet, lui reprochant notamment de s'attribuer la gloire de l'édition d'auteurs célèbres qu'il a lui-même publiés.
François Juste publie en 1534 Nouvelles certaines des Isles du Peru, synthèse de la lettre de Gaspar d'Espinoza au roi d'Espagne le 21 juillet 1533, depuis Panama, et racontant l'arrestation d'Atahualpa et de deux lettres d'Antonio de la Gama, juge de Panama, et Francisco Barrionueva (fac-similè de 1992, chez Amyot-Lenganey, 14610 Thaon).

## Référence
- Patrice Béghain, Bruno Benoit, Gérard Corneloup, Bruno Thévenon, Dictionnaire historique de Lyon, Lyon, Stéphane Bachès, 2009,  (ISBN 978-2-915266-65-8), page 724